# Кодан-тайши
Кода́н-тайши́ (Котан, Котанбай, Кодан-би) (50-е годы XIV века — 60-е годы XV века) — бий, акын, жырау и глава племени Аргын.

## Биография
Известный акын и бий. Являлся одним из тех, кто стоял у истоков образования Казахского ханства. Акыны племени аргын считают, что он является их предком. В современной науке считается прародителем крупнейшего казахского племени под названием аргын.
Бухар-Жырау воспевал:

«Если спросить все нас, мы дети Котанбая, потомки аргынов. Во главе с Караходжа. Он всех нас благословил». Ему вторил Котеш-акын: «Наш предок акын Котан, он по стихам стоял над всеми».
Согласно шежире, Кобланды-батыр убил сына Кодан-тайши Даирходжу по прозвищу Акжол-бий примерно в 1456−1459 годах, что стало поводом для отделения племени аргын от хана кочевых узбеков Абулхайра и переселения племени в Семиречье. Разбитый горем отец Кодан-тайши в память о своем погибшем сыне написал песнь-жоктау, которая впоследствии стала культурным наследием.
Согласно Жаксылыку Сабитову, Кодан-тайши являлся ближайшим соратником и главным советником хана Улуса Орда-Эджена Урус-хана. А также, согласно тому же Сабитову, Аргын — это имя его отца, потомки которого носят одноимённое название.
В трудах Машхур Жусупа, Чокана Валиханова, Шакарима Кудайбердиева, Григория Потанина встречаются сведения о Кодан-тайши.
Согласно шежире Кодан-тайши является долгожителем и прожил примерно 100—110 лет.